# کامیل استوخ
کامیل ویکتور استوخ (لهستانی: Kamil Wiktor Stoch؛ زاده ۲۵ مهٔ ۱۹۸۷) یک اسکی‌باز پرش اهل لهستان است. 